# Edoardo Luperi
Edoardo Luperi (Livorno, 11 settembre 1993) è uno schermidore italiano, specializzato nel fioretto. Fa parte delle Fiamme Oro e della nazionale italiana.
Il suo maestro è Marco Vannini.

## Biografia
Edoardo Luperi inizia a praticare scherma nel 1998 a Livorno, presso il circolo scherma M° Perone. Il suo primo maestro è Mario Curletto.
Successivamente, a seguito della fusione dei due club labronici, avvenuta nel 2004, passa al club più prestigioso della città: il Fides.
Già dai primi anni di attività, il giovane Edoardo, mostra di avere del talento, tanto che nella categoria Under-14 vince due campionati italiani, uno nel 2005 e l'altro nel 2007.
Dal 2006 inizia a lavorare con il suo attuale maestro, Marco Vannini.
La stagione 2007/2008 è la prima con i più "grandi": Luperi rientra nella categoria Cadetti.
Durante questa stagione, l'atleta livornese fa il suo esordio in una gara valida per il circuito di Coppa del Mondo Under-20, classificandosi 11º a Bratislava nell'ottobre del 2007, e vince, non ancora quindicenne, i Campionati Italiani Cadetti (Under-17) a Frascati nel 2008. Nello stesso anno partecipa al suo primo Campionato italiano assoluto a Jesi classificandosi al 9º posto.
La stagione 2008/2009 lo vede estremamente protagonista nella categoria cadetti (Under-17): ottiene la medaglia d'oro sia nella prova individuale che in quella a squadre ai Campionati europei di Bourges e la medaglia d'argento individuale ai Campionati del mondo di Belfast.
Inoltre partecipa a tutta la stagione di Coppa del Mondo Under-20 ottenendo buoni risultati.
Nella stagione 2009/2010, sebbene continui a far parte della categoria dei Cadetti, iniziano i successi anche nella categoria superiore, quella Under-20. A novembre del 2009 arriva la prima vittoria in una prova di Coppa del Mondo Under-20 a Leszno in Polonia e un mese e mezzo dopo il bis nella prestigiosa tappa di Budapest, la più importante del circuito giovanile.
In quello stesso anno, Luperi, partecipa ai Campionati del mondo di Baku sia nella categoria Under-17, dove ottiene un altro argento individuale, sia nella categoria Under-20, dove vince un bronzo nella prova individuale ed un argento in quella a squadre. L'argento individuale gli permetterà di partecipare di diritto alla prima edizione dei Giochi Olimpici Giovanili di Singapore 2010; a seguito dei successi in campo internazionale nella categoria Giovani, Luperi riesce a conquistarsi il 3º posto in Coppa del Mondo Under-20. Il 2010 prosegue molto bene: l'ormai conosciuto schermidore debutta in Coppa del Mondo assoluta disputando 3 gare e riuscendo persino ad entrare nei primi 8 nella tappa di Montréal.
Ma la stagione non è ancora finita, e ad agosto Edoardo partecipa alla 1ª edizione dei Giochi Olimpici Giovanili a Singapore dove vince l'oro nella gara individuale battendo in finale il forte statunitense Alexander Massialas, colui che lo aveva sconfitto in finale ai Campionati del Mondo di qualche mese prima. A Singapore, l'atleta labronico ottiene anche la medaglia d'oro nella prova a squadre.

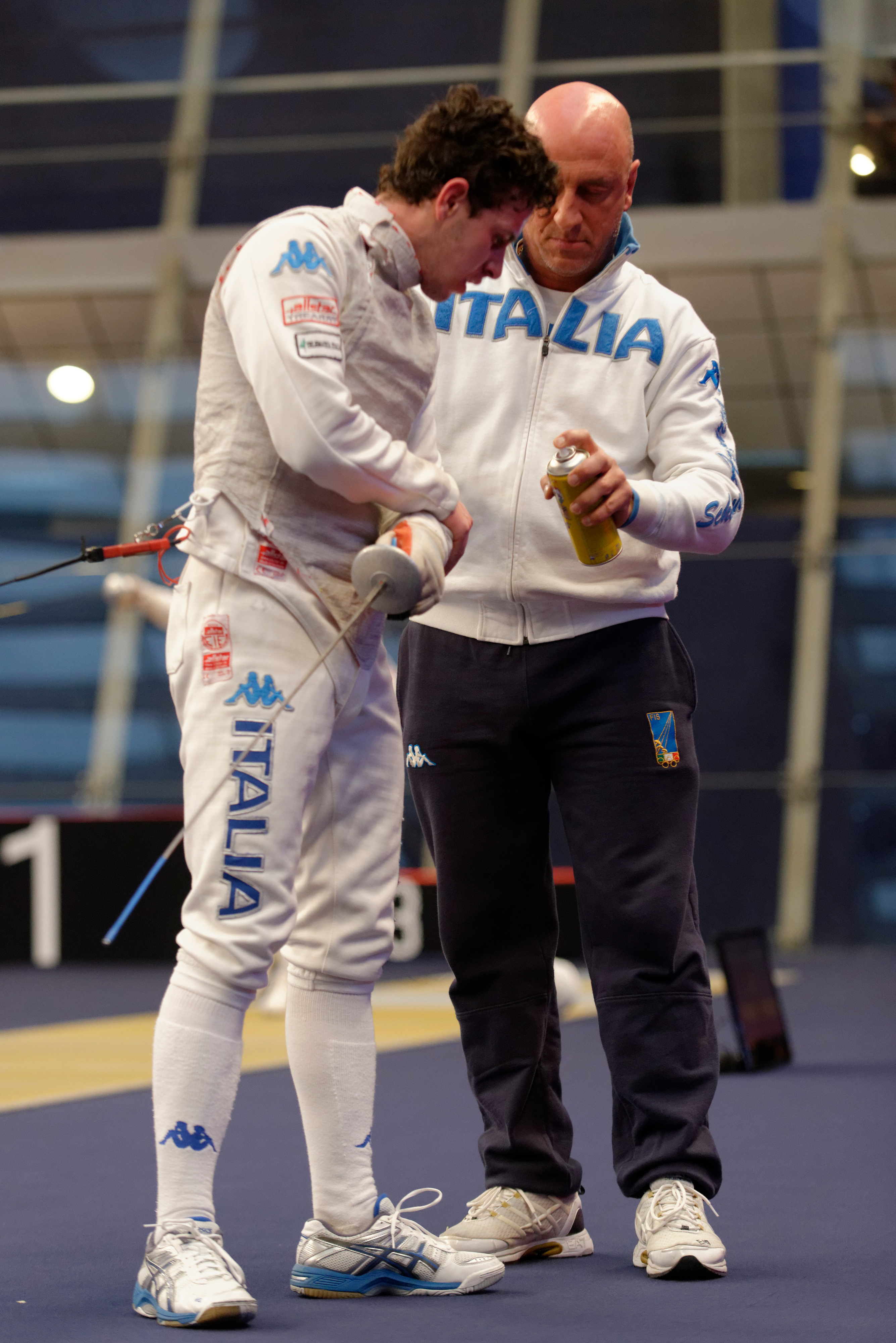
Edoardo Luperi con il ct Andrea Cipressa al Challenge International di Parigi 2014

Nella stagione 2010/2011 Edoardo entra a far parte del Gruppo sportivo delle Fiamme Oro della Polizia di Stato: prima nel settore giovanile e successivamente come effettivo. Questa stagione non parte con il piede giusto, infatti ai Campionati europei di Lobnja, in Russia, durante la gara a squadre, nonostante il giovane atleta porti a termine la finale chiudendo l'ultimo assalto che varrà la medaglia d'oro, riscontrerà un infortunio al menisco che gli impedirà di partecipare a qualche competizione successiva.
In tempi record torna in pedana ed esattamente un mese dopo l'infortunio, si piazza al 2º posto in una gara di Coppa del Mondo Under-20.
Nell'aprile del 2011 arriva la consacrazione nel mondo della scherma giovanile, dove, dopo aver vinto i Giochi Olimpici Giovanili di Singapore qualche mese prima, rincara la dose con il successo al Campionati del Mondo Under-20 individuale ad Amman, in Giordania, battendo di nuovo in finale il rivale americano Alexander Massialas. Nella prova a squadre di Amman, il livornese, ottiene la medaglia d'argento. Grazie a questi successi l'atleta delle Fiamme Oro si aggiudica la vittoria finale della Coppa del Mondo Under-20.
I successi non finiscono qua: infatti a Livorno, nella sua città, Edoardo vince a soli 17 anni i Campionati Italiani Assoluti, battendo ogni record di età, sconfiggendo in finale il forte siciliano Giorgio Avola.
Nella stagione 2011/2012 Edoardo affronta parte della stagione Under-20 e tutta la stagione assoluta disputando tutte le gare di Coppa del Mondo nella massima categoria. In campo giovanile, il poliziotto livornese, vince una prova di Coppa del Mondo a Lignano e la medaglia di Bronzo a squadre ai Campionati del mondo di Mosca. In campo assoluto, in un anno molto particolare quale il 2012, ottiene buoni piazzamenti in Coppa del Mondo arrivando nei primi 16 nelle prove di (Parigi, San Pietroburgo e L'Avana). Annata si direbbe un po' sottotono per il giovane talento livornese se non che a Bologna, nel maggio del 2012, vince per la seconda volta consecutiva, a solamente 18 anni, i Campionati italiani assoluti battendo in finale il concittadino ed ormai espertissimo schermidore Andrea Baldini.
La stagione di Edoardo termina con il debutto nella prova di Coppa del Mondo a squadre a L'Avana, dove ottiene la medaglia d'oro insieme ai compagni Valerio Aspromonte, Giorgio Avola e Alessio Foconi, battendo in finale la temibile squadra della Cina.
Nella stagione 2012/2013 il poliziotto livornese si trova ad affrontare la sua ultima avventura nella categoria Under-20. In questo anno, dal punto di vista giovanile, ottiene la medaglia di bronzo individuale e l'oro a squadre agli Europei di Budapest. Infine, dopo il deludente nono posto ai campionati del mondo di Parenzo 2013 vince il titolo iridato a squadre, terminando la carriera Under-20 con l'unico titolo mancante nel suo medagliere. In ambito assoluto, ottiene dei buoni piazzamenti nelle prove di Seul, Parigi e La Coruña, concludendo le gare rispettivamente al 6º, 15º e 15º posto.
Dopo due anni di dominio ai campionati italiani assoluti il giovane schermitore si deve accontentare soltanto del titolo a squadre con il Gruppo Sportivo Fiamme Oro, che riottiene lo "scudetto" nel fioretto maschile dopo 11 anni. Nella prova individuale, infatti, termina al 5º posto. La stagione di Edoardo si conclude con la partecipazione alla sua prima Universiade, che si svolge a Kazan', in Russia. Da questa prestigiosa manifestazione lo schermitore labronico torna a casa raccogliendo due medaglie: bronzo individuale e argento a squadre.
Nella stagione 2013/2014, Edoardo entra a far parte definitivamente della categoria dei "grandi". Durante questa stagione, considerata una stagione transitoria, il talento livornese non riesce a brillare come vorrebbe, anche a causa di una grave distorsione alla caviglia, rimediata durante la prova di Coppa del Mondo di La Coruña. Nonostante questo, l'atleta labronico riesce a far vedere sprazzi del suo talento, piazzandosi nei primi 16 nelle due prove asiatiche di Seul e Tokyo. La stagione termina con la vittoria della medaglia d'argento agli Assoluti a squadre di Acireale. Nonostante la stagione non sia stata al massimo delle sue possibilità, è servita molto al poliziotto per trovare la giusta strada per continuare il suo percorso.
La stagione 2014/2015, infatti, sarà per Edoardo la prima annata dove inizierà ad essere tra i migliori schermitori del Mondo in campo Assoluto. L'atleta livornese, volendosi riscattare dall'annata precedente non troppo felice, parte subito forte, ottenendo il 3º posto, nonché il suo primo podio in Coppa del Mondo Assoluti nella prova di debutto stagionale a San Francisco. La stagione prosegue dignitosamente, tanto che Edoardo ottiene altri buoni piazzamenti come il 6º posto a ll'Avana, 13° a Parigi e 13° a San Pietroburgo. Proprio nella trasferta russa, prima gara di qualifica olimpica, il livornese viene scelto dal Commissario Tecnico Andrea Cipressa per disputare la gara a squadre: i ragazzi ottengono il 3º posto. La stagione positiva permette all'atleta labronico di essere convocato per la prima volta in carriera, ai Campionati Europei e ai Campionati del Mondo, dove disputerà tuttavia solo le prove individuali. Agli Europei di Montreux, il talento livornese conquista il bronzo individuale (prima medaglia ad una manifestazione importante in campo assoluto). Tale risultato permette ad Edoardo di entrare per la prima volta nei Top16 del ranking mondiale. Prima della competizione iridata, vi è da giocarsi un altro titolo: i Campionati Italiani Assoluti. L'edizione 2015 si svolge a Torino, dove il poliziotto sfiora il terzo titolo individuale, piazzandosi al secondo posto. Nella gara a squadre, con la Polizia di Stato, ottiene un bronzo. A luglio, Edoardo partecipa al suo primo Campionato del Mondo Assoluto a Mosca. Dalla manifestazione, tuttavia, esce nei 16esimi di finale, sconfitto dal campione olimpico in carica Lei Sheng. Questa stagione. comunque positiva, fa sì che l'atleta chiuda l'annata come numero 10 del mondo.

## Palmarès

### Risultati élite
In carriera ha ottenuto i seguenti risultati:
Europei
Individuale
- Bronzo nel fioretto a Montreux 2015

A squadre
Universiadi
Individuale
- nel fioretto a Kazan' 2013

A squadre
- nel fioretto a Kazan' 2013
- nel fioretto a Taipei 2017

Campionati italiani
Individuale
- Oro nel fioretto a Livorno 2011
- Oro nel fioretto a Bologna 2012
- Argento nel fioretto a Torino 2015
- Bronzo nel fioretto a Palermo 2019
- Bronzo nel fioretto a La Spezia 2023

A squadre
- Oro nel fioretto a Trieste 2013
- Argento nel fioretto a Livorno 2011
- Argento nel fioretto a Acireale 2014
- Argento nel fioretto a Napoli 2021
- Argento nel fioretto a La Spezia 2023
- Argento nel fioretto a Cagliari 2024
- Bronzo nel fioretto a Bologna 2012
- Bronzo nel fioretto a Torino 2015
- Bronzo nel fioretto a Roma 2016
- Bronzo nel fioretto a Milano 2018
- Bronzo nel fioretto a Courmayeur 2022

### Risultati giovani
Giochi olimpici giovanili
Individuale
- Oro nel fioretto a Singapore 2010

A squadre
- Oro nella competizione mista a Singapore 2010[1].

Mondiali Giovani
Individuale
- Oro nel fioretto ad Amman 2011
- Bronzo nel fioretto a Baku 2010

A squadre
- Oro nel fioretto a Parenzo 2013
- Argento nel fioretto a Baku 2010
- Argento nel fioretto ad Amman 2011
- Bronzo nel fioretto a Mosca 2012

Mondiali cadetti
Individuale
- Argento nel fioretto a Belfast 2009
- Argento nel fioretto a Baku 2010

Europei Under-23
Individuale
A squadre
- Argento nel fioretto a Tbilisi 2014

Europei giovani
Individuale
- Bronzo nel fioretto a Budapest 2013

A squadre
- Oro nel fioretto a Lobnja 2010
- Oro nel fioretto a Budapest 2013

Europei cadetti
Individuale
- Oro nel fioretto a Bourges 2009

A squadre
- Oro nel fioretto a Bourges 2009

Campionati italiani Giovani
Individuale
- Bronzo nel fioretto nel 2011

A squadre
Campionati italiani Cadetti
Individuale
- Oro nel fioretto nel 2008
- Bronzo nel fioretto nel 2010

A squadre